# Sepang (Blangkejeren)
Sepang is een bestuurslaag in het regentschap Gayo Lues van de provincie Atjeh, Indonesië. Sepang telt 252 inwoners (volkstelling 2010).